# 西丸亮
西丸 亮（にしまる りょう、1976年2月3日 - ）は、日本の俳優。劇団ピープルシアター、希楽星所属。山口県下関市出身。山口県立下関中央工業高等学校卒業。

## 来歴
- 1992年 - 第30回中国地区高校演劇大会に山口県代表として二人芝居で創作劇を上演。岩国市教育委員会教育委員長賞を受賞。
- 1993年 - 第44回全国高校総体バドミントン選手権大会に出場。
- 1996年 - 劇団青年座研究所20期生卒。
- 1996年 - 劇団ピープルシアター入団。

## 出演

### 舞台
- 1996年07月 - 「アシマ」
- 1996年12月 - 「プラットホーム・炎の秋」
- 1997年07月 - 「猿の王国〜ハヌマンラングール戦いの土日」
- 1997年10月 - 「プラットホーム・聖なる冬」
- 1998年03月 - 「怪しき村の旅人」
- 1998年10月 - 「幻影のムーランルージュ」
- 1999年05月 - 「プラットホーム・嘆きの春」
- 1999年10月 - 「異人たちの辻」
- 2000年07月 - 「りゅうりぇんれん」
- 2001年10月 - 「琉歌・アンティゴーネー」
- 2002年03月 - 「心きれぎれの愛」
- 2002年10月 - 「神々は戯れせんと生まれけん」
- 2003年06月 - 「アヴァター〜聖なる化身」
- 2003年10月 - 「プラットホーム・光の夏」
- 2004年10月 - 「パンタグレーズ〜哀しみのヴォードヴィル・アフリカシーン」
- 2006年10月 - 「砂のクロニクル」
- 2007年05月 - 「祝宴の路地」
- 2007年10月 - 「聖なる路地」
- 2008年07月 - 「一点の恥辱なきことを」
- 2008年10月 - 「狂気の路地」
- 2009年10月 - 「焼け焦げるたましい」
- 2010年05月 - 「バグダッドの兵士たち」
- 2010年09月 - 「シベリアに桜咲くとき」[1]
- 2011年10月 - 「砂のクロニクル」　再演
- 2012年03月 - 「カルタゴの人々」
- 2012年07月 - 「新宿・夏の渦」
- 2012年12月 - 「欲暴」
- 2013年01月 - 「女のほむら」
- 2013年10月－「蝦夷地別件」
- 2013年12月－「幻の王」
- 2014年10月－「嘆きのベイルート」
- 2015年　2月-「金色の翼に乗りて」
- 2015年　6月-「新宿・夏の渦」
- 2015年11月－「バクダッドの兵士たち」
- 2016年　7月-「カルタゴの人々～イメルダ・フォーリーに捧ぐ
- 2016年10月－「新宿カンタータ」
- 2017年10月－「燃え上がる荒野」
- 2017年11月－竜馬を殺す
- 2018年10月－「燃えひろがる荒野」
- 2020年3月－「鬼人幻燈抄」
- 2023年11月　「果てしない海の向こうへ」
- 2025年5月 -「love&rock☆show The LIVE No.II」[2]

### 映画
- 2010年 - FLOWERS

### テレビ
- 2012年01月 - 「もう誘拐なんてしない」山口弁指導
- 2014年８月－　金スマ　　　Ｘジャパン　toshi　役
- 2017年４月－　金スマ　　　ヒロミ　役
- 2018年8月－　テレビ朝日　ザ・スクープスペシャル　吉川猛夫　役
- YouTube
- BUCK-TICK  コピーバンド　ゼロ　　ヴォーカル